# Gene Autry (Oklahoma)
Gene Autry é uma cidade  localizada no estado norte-americano de Oklahoma, no Condado de Carter.

## Demografia
Segundo o censo norte-americano de 2000, a sua população era de 99 habitantes.
Em 2006, foi estimada uma população de 102, um aumento de 3 (3.0%).

## Geografia
De acordo com o United States Census Bureau tem uma área de
0,7 km², dos quais 0,7 km² cobertos por terra e 0,0 km² cobertos por água.

## Localidades na vizinhança
O diagrama seguinte representa as localidades num raio de 20 km ao redor de Gene Autry.